# Pseudotrochalus fallaciosus
Pseudotrochalus fallaciosus är en skalbaggsart som beskrevs av Gerstaecker 1884. Pseudotrochalus fallaciosus ingår i släktet Pseudotrochalus och familjen Melolonthidae. Inga underarter finns listade i Catalogue of Life.